# جشن عروسی (فیلم)
جشن عروسی (به انگلیسی: The Wedding Party) فیلمی محصول سال ۱۹۶۹ به کارگردانی برایان دی پالما و ویلفرد لیچ است. در این فیلم بازیگرانی همچون جنیفر سالت، جیل کلایبورگ، ویلیام فینلی، رابرت دنیرو و جرید مارتین ایفای نقش کرده‌اند.

## داستان
این فیلم داستان یک داماد  تعاملات او با اقوام مختلف نامزدش و اعضای مهمانی عروسی، قبل از مراسم عروسی در ملک خانوادگی‌شان در جزیره شلتر، نیویورک، تمرکز دارد.